# Villafranca de los Caballeros
Villafranca de los Caballeros é um município da Espanha na província de Toledo, comunidade autónoma de Castilla-La Mancha, de área 106,41 km² com população de 5210 habitantes (2004) e densidade populacional de 48,96 hab/km².

## Demografia
| Variação demográfica do município entre 1991 e 2004 | Variação demográfica do município entre 1991 e 2004 | Variação demográfica do município entre 1991 e 2004 | Variação demográfica do município entre 1991 e 2004 |
| --------------------------------------------------- | --------------------------------------------------- | --------------------------------------------------- | --------------------------------------------------- |
| 1991                                                | 1996                                                | 2001                                                | 2004                                                |
| 5425                                                | 5349                                                | 5262                                                | 5210                                                |